# Gregorio Centu
Gregorio Centu (zm. 1162) – włoski kardynał.
Wywodził się z rzymskiej arystokracji. Nominację kardynalską otrzymał prawdopodobnie w marcu 1140 roku. W 1142 był legatem papieskim w Niemczech. Sygnował bulle papieskie jako kardynał prezbiter Santa Maria in Trastevere (S. Callisto) między 29 kwietnia 1140 a 25 czerwca 1154, a między 15 września 1154 a 20 września 1162 jako kardynał biskup Sabiny. W 1153 był jednym z negocjatorów (ze strony papieskiej) traktatu między cesarzem Fryderykiem I a papieżem Eugeniuszem III. W trakcie papieskiej elekcji 1159 udzielił poparcia prawnie obranemu papieżowi Aleksandrowi III i w latach 1159–1161 był jego wikariuszem w Rzymie.
W starszej historiografii rozróżniano kardynałów Gregorio z S. Callisto i Gregorio z Sabiny, gdyż Gregorio z S. Callisto występuje jeszcze wśród sygnatariuszy bulli Adriana IV datowanej na 18/19 kwietnia 1155 roku, podczas gdy Gregorio z Sabiny, którego identyfikowano jako bratanka Anastazego IV, jest poświadczony już we wrześniu 1154 roku. Niemiecki historyk Paul Kehr udowodnił jednak, że bulla ta jest trzynastowiecznym fałszerstwem. Identyczność prezbitera S. Callisto z biskupem Sabiny jest udokumentowana w tekście traktatu między papieżem Adrianem IV a cesarzem Fryderykiem Barbarossą ze stycznia 1155.